# Serie del Caribe 2019
La Serie del Caribe 2019 fue un evento deportivo de béisbol profesional, que se disputó en el Estadio Nacional Rod Carew en la ciudad de Panamá, entre el 4 y 10 de febrero de 2019. El equipo Toros de Herrera, representante de Panamá e invitado de última hora, se tituló campeón al vencer en la final al equipo representante de Cuba.
Esta serie reunió a los equipos de béisbol profesional campeones de los torneos de los países que integran la Confederación de Béisbol Profesional del Caribe: Venezuela, Puerto Rico, México, República Dominicana, Cuba; más la sede de Panamá, que lo hizo como invitado. Aunque se tenía prevista su inclusión para la edición del año 2020, se adelantó su participación ante los hechos ocurridos en Venezuela. En un principio, la sede sería en Barquisimeto, Venezuela, en el Estadio Antonio Herrera Gutiérrez; pero ante la grave crisis político-social del país y el clima de tensión generado; se decidió retirar la sede y buscar otra de manera inmediata. Ésta es la segunda ocasión en que a la ciudad de Barquisimeto, Venezuela se le revocó la sede de la Serie del Caribe, sucediendo anteriormente en el torneo del 2018 y otorgándose esa sede a Guadalajara, México. El 28 de enero de 2019, la Confederación de Béisbol Profesional del Caribe anunció a la ciudad de Panamá como sede del clásico invernal por primera vez desde 1960.

## Estadio
Para los partidos oficiales de ronda preliminar y final, se utilizó el Estadio Nacional Rod Carew con capacidad para 27.000 espectadores y que está ubicado en la Ciudad de Panamá (Panamá).

## Formato del torneo
El Formato de la Serie del Caribe 2019 tuvo un cambio rotundo asociado al movimiento de sede a última hora de Barquisimeto (Venezuela) a Ciudad de Panamá (Panamá). Los equipos fueron divididos en 2 grupos de 3 equipos cada uno, denominados Grupo A y Grupo B. Luego del sorteo realizado por la Confederación del Caribe, el Grupo A quedó conformado por los equipos de Leñadores de Las Tunas (Cuba), Charros de Jalisco (México) y Cardenales de Lara (Venezuela). Por lo tanto, el Grupo B quedó conformado por Estrellas Orientales (República Dominicana), Cangrejeros de Santurce (Puerto Rico) y Toros de Herrera (Panamá).
Cada equipo se enfrentó en 2 oportunidades a los integrantes de su grupo, por lo que cada uno jugó 4 partidos en total. El equipo que terminó en primer lugar en cada grupo, pasó directamente a la final. En esta edición no se contempló ninguna semifinal, ya que se desestimó utilizar el día número 11 de competencia, decisión auspiciada por la MLB. Además, los países tuvieron 2 días de descanso entre sus jornadas, debido a la disparidad de los grupos. La final fue entre el ganador del Grupo A y el ganador del Grupo B.

## Equipos participantes
| País                 | Equipo                  | Liga/vía de clasificación                                                      |
| -------------------- | ----------------------- | ------------------------------------------------------------------------------ |
| Cuba                 | Leñadores de Las Tunas  | Campeón de la Serie Nacional de Béisbol (2018/19)                              |
| México               | Charros de Jalisco      | Campeón de la Liga Mexicana del Pacífico (2018/19)                             |
| Panamá               | Toros de Herrera        | Campeón de la Liga Profesional de Béisbol de Panamá (2018/19)                  |
| Puerto Rico          | Cangrejeros de Santurce | Campeón de la Liga de Béisbol Profesional Roberto Clemente (2018/19)           |
| República Dominicana | Estrellas Orientales    | Campeón de la Liga de Béisbol Profesional de la República Dominicana (2018/19) |
| Venezuela            | Cardenales de Lara      | Campeón de la Liga Venezolana de Béisbol Profesional (2018/19)                 |

## Ronda preliminar

### Posiciones

#### Grupo A
| Pos | Equipo                 | J | G | P | Ave. | VTJ | CA | CP | DC | H-H | TQB    |
| --- | ---------------------- | - | - | - | ---- | --- | -- | -- | -- | --- | ------ |
| 1   | Leñadores de Las Tunas | 4 | 2 | 2 | .500 | 0   | 8  | 5  | +3 | 2-2 | 0,081  |
| 2   | Charros de Jalisco     | 4 | 2 | 2 | .500 | 0   | 14 | 14 | 0  | 2-2 | 0,000  |
| 3   | Cardenales de Lara     | 4 | 2 | 2 | .500 | 0   | 10 | 13 | -3 | 2-2 | -0,088 |

#### Grupo B
| Pos | Equipo                  | J | G | P | Ave. | VTJ | CA | CP | DC | H-H | TQB   | ER    | AVG  |
| --- | ----------------------- | - | - | - | ---- | --- | -- | -- | -- | --- | ----- | ----- | ---- |
| 1   | Toros de Herrera        | 4 | 3 | 1 | .750 | 0   | 16 | 14 | +2 | 1-1 | 0,000 | 0,000 | .270 |
| 2   | Estrellas Orientales    | 4 | 3 | 1 | .750 | 0   | 15 | 12 | +3 | 1-1 | 0,000 | 0,000 | .215 |
| 3   | Cangrejeros de Santurce | 4 | 0 | 4 | .000 | 3   | 12 | 17 | -5 | 0-0 | 0,000 | 0,000 | .000 |

Clasificación Para La Fase Final
| – | Clasificados a la Final |
| – | Tercer Lugar            |
| – | Cuarto Lugar            |
| – | Equipos Eliminados.     |

Glosario:
- J: Jugados
- G: Ganados
- P: Perdidos
- Ave: Promedio del Equipo
- VTJ: Ventaja
- CA: Carreras Anotadas
- CP: Carreras Permitidas
- DC: Diferencia de Carreras
- H-H: Head-To-Head (Racha entre dos equipos específicos. Se usa como criterio de desempate)
- TQB: Equilibrio de Calidad del equipo
- ER: Carreras Limpias
- AVG: Promedio de Bateo

- Hora local UTC-5:00 (aplicado para Ciudad de Panamá, Panamá).

| Fecha        | Hora  | Visitante               | Resultado  | Local                   | Estadio                    |
| ------------ | ----- | ----------------------- | ---------- | ----------------------- | -------------------------- |
| 4 de febrero | 15:00 | Estrellas Orientales    | 3 - 1      | Cangrejeros de Santurce | Estadio Nacional Rod Carew |
| 4 de febrero | 20:00 | Charros de Jalisco      | 1 - 5      | Cardenales de Lara      | Estadio Nacional Rod Carew |
| 5 de febrero | 15:00 | Leñadores de Las Tunas  | 3 - 1      | Charros de Jalisco      | Estadio Nacional Rod Carew |
| 5 de febrero | 20:00 | Estrellas Orientales    | 2 - 4      | Toros de Herrera        | Estadio Nacional Rod Carew |
| 6 de febrero | 15:00 | Leñadores de Las Tunas  | 0 - 1      | Cardenales de Lara      | Estadio Nacional Rod Carew |
| 6 de febrero | 20:00 | Toros de Herrera        | 8 - 7      | Cangrejeros de Santurce | Estadio Nacional Rod Carew |
| 7 de febrero | 15:00 | Charros de Jalisco      | 3 - 2 (11) | Leñadores de Las Tunas  | Estadio Nacional Rod Carew |
| 7 de febrero | 20:00 | Cangrejeros de Santurce | 4 - 5      | Estrellas Orientales    | Estadio Nacional Rod Carew |
| 8 de febrero | 15:00 | Toros de Herrera        | 3 - 5      | Estrellas Orientales    | Estadio Nacional Rod Carew |
| 8 de febrero | 20:00 | Cardenales de Lara      | 4 - 9      | Charros de Jalisco      | Estadio Nacional Rod Carew |
| 9 de febrero | 13:00 | Cardenales de Lara      | 0 - 3      | Leñadores de Las Tunas  | Estadio Nacional Rod Carew |
| 9 de febrero | 19:00 | Cangrejeros de Santurce | 0 - 1      | Toros de Herrera        | Estadio Nacional Rod Carew |

## Final
| Fecha         | Hora  | Visitante              | Resultado | Local            | Estadio                    |
| ------------- | ----- | ---------------------- | --------- | ---------------- | -------------------------- |
| 10 de febrero | 16:00 | Leñadores de Las Tunas | 1 - 3     | Toros de Herrera | Estadio Nacional Rod Carew |

## Campeón
| Bandera de Panamá                  |
| Campeón Toros de Herrera 1° título |
|                                    |

| Predecesor: Jalisco, MEX 2018 | Serie del Caribe Ciudad de Panamá, 2019 | Sucesor: San Juan, PR 2020 |